# Wilf Carter
Pour les articles homonymes, voir Carter.
Wilfred Arthur Charles Carter, connu sous le nom de Wilf Carter ou encore Montana Slim, est un chanteur canadien de musique country né le 18 décembre 1904 à Port Hilford (en) en Nouvelle-Écosse et mort le 5 décembre 1996 à Scottsdale en Arizona.